# Skärstads kyrkogård
Skärstads kyrkogård är en begravningsplats i Skärstad i Sverige. Den har sitt ursprung vid den medeltida kyrkan i Skärstad som invigdes under 1200-talet. Begravningsplatsen utvidgades 1925 och 1964. Minnes- och urnlunden anlades 1982.

### Fotnoter
1. ↑  ”Skärstads kyrkogård”. Bebyggelseregistret. 25 februari 2007. sid. 12. http://bebyggelseregistret.raa.se/bbr2/show/bilaga/showDokument.raa;jsessionid=4C8B4C3CBDBCC22B132C1C6DDDA50A98.lx-ra-bbr?dokumentId=21000001825797&thumbnail=false. Läst 22 oktober 2015.